# البطولات الفرنسية 1959 (كرة مضرب)
قائمة ببطولات دورة رولان غاروس الدولية لعام 1959 (المعروفة الآن بدورة رولان غاروس) :

## الكبار

### فردي رجال
نيكولا بيترانغيلي هزم  إيان فيرماك ، النتيجة: 3-6 6-3 6-4 6-1

### فردي سيدات
كريستيان ترومان هزمت  سوزي كرومزوي ، النتيجة: 6-4 7-5